# Alberto Callejo
Alberto Callejo Román (ur. 8 kwietnia 1932 w Madrycie, zm. 21 sierpnia 2013) – hiszpański piłkarz, występujący na pozycji obrońcy.
Z zespołem Atlético Madryt dwukrotnie zdobył Copa del Generalísimo (1960, 1961) i jeden raz Puchar Zdobywców Pucharów (1962). W 1958 rozegrał 3 mecze w reprezentacji Hiszpanii.